# Gimme Love
Gimme Love is een nummer van de Australische zangeres Sia uit 2023. Het is de eerste single van haar tiende studioalbum Reasonable Woman.
In "Gimme Love" zingt Sia over het verlangen naar emotionele verbinding en bevestiging van je geliefde, en het verlangen om door je geliefde gezien en gekoesterd te worden. Het nummer flopte in Sia's thuisland Australië, maar werd in andere, veelal Europese landen wel een kleine hit. In Nederland bereikte het de 24e positie in de Tipparade; desondanks werd het wel een radiohit.

## Tracklijst
- Muziekdownload

1. "Gimme Love" - 2:57